# Павловська сільська рада (Угловський район)
Па́вловська сільська рада (рос. Павловский сельский совет) — сільське поселення у складі Угловського району Алтайського краю Росії.
Адміністративний центр — село Павловка.

## Населення
Населення — 1037 осіб (2019; 1246 в 2010, 1473 у 2002).

## Склад
До складу сільської ради входять:
| Населений пункт  | Населення, осіб (2002) | Населення, осіб (2010) |
| ---------------- | ---------------------- | ---------------------- |
| Алексієвка, село | 237                    | 188                    |
| Павловка, село   | 1236                   | 1058                   |